# اچ‌دی ۱۱۳۷۰۳
اچ‌دی ۱۱۳۷۰۳ یک ستاره است که در صورت فلکی قنطورس قرار دارد.